# The Wake (album Voivod)
The Wake – czternasty album studyjny, a osiemnaste wydawnictwo płytowe kanadyjskiej grupy muzycznej Voivod. Wydany 21 września 2018 przez Century Media Records.
Ten album koncepcyjny jest pierwsza płytą w której nagraniu wziął udział nowy basista Dominique "Rocky" Laroche, który zastąpił "Blacky'ego" w 2014. Autorem okładki jest perkusista zespołu Michel "Away" Langevin.

## Lista utworów
1. "Obsolete Beings" - 5:35
2. "The End of Dormancy" - 7:42
3. "Orb Confusion" - 6:00
4. "Iconspiracy" - 5:16
5. "Spherical Perspective" - 7:41
6. "Event Horizon" - 6:11
7. "Always Moving" - 5:12
8. "Sonic Mycelium" - 12:24

## Twórcy
- Michel "Away" Langevin – perkusja
- Denis "Snake" Bélanger – śpiew
- Dominic "Rocky" Laroche - gitara basowa
- Daniel "Chewy" Mongrain – gitara